# Мамедалієв Юсиф Гейдар-огли
Юсиф Гейдар огли Мамедалієв (азерб. Yusif Heydər oğlu Məmmədəliyev; 31 грудня 1905 — 15 грудня 1961) — азербайджанський і радянський хімік, доктор хімічних наук, академік АН Азербайджанської РСР, двічі президент АН АзССР (1947—1950; 1958—1961).

## Біографія
Юсиф Гейдар огли Мамедалієв народився в 1905 році в місті Ордубад Російської імперії в сім'ї садівника. Освіту отримав у єдиній державній школі Ордубада.
У 1923 році він поступив у Вищий Бакинський педагогічний інститут. З 1926 року, після успішного закінчення інституту, 3 роки викладав у середній школі. У 1929 році вступив на другий курс хімічного факультету МДУ, який закінчив у 1932 році. Учень М. Д. Зелінського і О. О. Баландіна, один з перших випускників лабораторії органічного каталізу кафедри органічної хімії хімічного факультету за спеціальністю «органічний каталіз». Після закінчення МДУ працював у Москві на хімічному заводі № 1, а потім був переведений до Азербайджана, де спочатку завідував кафедрою органічної хімії Азербайджанського сільськогосподарського інституту, а потім працював (1933—1945) в Азербайджанському нафтовому дослідному інституті, де став керівником лабораторії. Тут і розкрився чудовий талант молодого вченого. Роботи його були присвячені актуальним на той час науковим проблемам нафтохімії і органічного каталізу і найтіснішим чином пов'язані з розвитком вітчизняної нафтопереробної і нафтохімічної промисловості. Деякі розробки були покладені в основу створення нових промислових процесів.
Починаючи з 1934 року він вів велику педагогічну роботу в Азербайджанському університеті ім. С. М. Кірова, послідовно обіймаючи посади доцента, професора, завідувача кафедри, ректора (1954—1958).
У 1933 році Юсифу Мамедалієву було присуджено учений ступінь кандидата хімічних наук без захисту дисертації.
У 1942 році став доктором хімічних наук і в 1943 році професором.
У 1945 році обраний академіком АН Азербайджанської РСР (з моменту створення цієї академії). Був директором Нафтового інституту АН АзССР. У 1946 році висунутий на роботу в Міністерство нафтової промисловості СРСР, де став головою Науково-технічної ради міністерства.
У 1951—1954 р. був академіком-секретарем відділення Фізики, хімії і нафти АН Азербайджанської РСР, 1954—1958 р. ректором Азербайджанського державного університету.
У 1947—1951 роках і в 1958—1961 роках Юсиф Гейдар огли Мамедалієв обирався Президентом АН Азербайджанської РСР. За ініціативою Юсиф Мамедалієва було створено Інститут нафтохімічних процесів у Баку.
У 1958 році Юсиф Мамедалієв обраний членом-кореспондентом АН СРСР. Він удостоєний багатьох урядових нагород. Найвища нагорода — орден Леніна — була вручена йому в роки Великої Вітчизняної війни за активну роботу щодо забезпечення фронту найважливішими нафтопродуктами.
Ю. Г. Мамедалієв помер 15 грудня 1961 року.

## Наукова діяльність

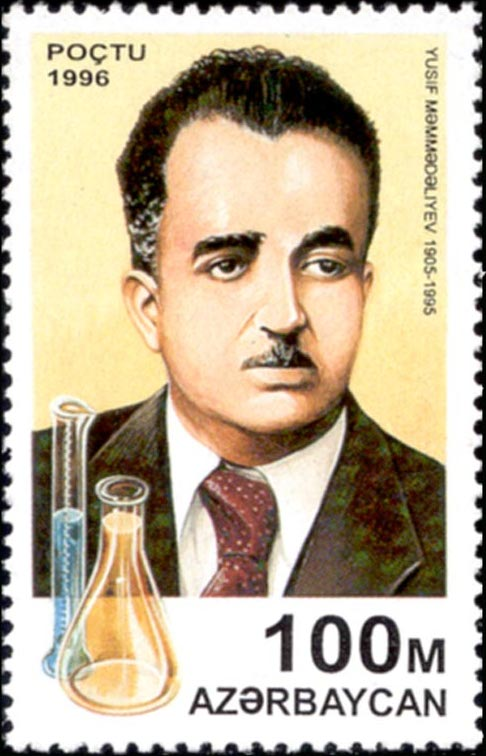
Марка Азербайджану, присвячена 90-річчю з дня народження Юсифа Мамедалієва.

Основні наукові роботи Юсифа Мамедалієва пов'язані з каталітичною обробкою нафти і нафтових газів. Він є основоположником нафтохімії в Азербайджані. Він запропонував нові методи хлорування та бромування різних вуглеводнів за участі каталізаторів і особливо вказав шляхи отримання тетрахлорвуглець, метилхлориду, метиленхлориду та інших цінних продуктів за допомогою хлоризації метану, спочатку на стаціонарному каталізаторі, а потім на гарячому шарі. Дослідження в галузі каталітичного алкілювання ароматичних, парафінових, циклопарафінових вуглеводнів за допомогою негранічних вуглеводнів дали можливість синтезу в промисловому масштабі компонентів авіаційних палив.
Найважливіші роботи виконані в галузі каталітичного ароматизування бензинової фракції бакинської нафти, отримання мийних засобів, кремнійорганічних сполук, виробництва пластмас з піролізних продуктів, вивчення механізму дії нафталанської нафти. Мамедалієв мав великі заслуги у підготовці висококваліфікованих кадрів. Неодноразово представляв Азербайджан на з'їздах, конгресах і симпозіумах, що проводилися в СРСР, США, Італії, Франції, Англії, ПНР, МНР і в інших країнах.
Формування Азербайджанської астрофізичної обсерваторії, Фонду рукописів, Сумгаїтського хімічного наукового центру та інших наукових установ Азербайджану пов'язані з ім'ям Ю. Мамедалієва. Створена ним Азербайджанська школа нафтохімії відома і за межами республіки.
Ю. Г. Мамедалієв — автор понад 200 наукових праць, зокрема 6 монографій.

## Нагороди
- Нагороджений орденами Леніна, Трудового Червоного Прапора і Слави, а також медалями.

## Пам'ять
- Ім'я Мамедалієва носить одна з вулиць[ru] міста Баку.
- При Шемахінській астрофізичній обсерваторії було створено селище імені Юсифа Мамедалієва (Піркулі[ru]).
- Ім'я було присвоєно Нахічеванському державному педагогічному інституту[ru].